# Plástico com reforço de fibra de vidro
Plástico com reforço de fibra de vidro (PRFV)  é um material compósito constituído de uma matriz polímera, a resina sintética, reforçada pela fibra de vidro. Este material é usado para reforçar vários tipos de plásticos e empregue na náutica, por exemplo.
Na grande maioria dos casos, os plásticos usados como matriz para compósitos de fiberglass são feitos com resinas poliéster insaturado. 

## Fiberglass
A matriz plástica reforçada com fibras de vidro é um membro muito especial e distinto da família dos compósitos, leve, não enferruja e pode ser moldado em peças complexas.

## Aplicação de plástico reforçado com fibra de vidro (selecção)
Existe uma vasta gama de estruturas especiais PRFV, por exemplo, helipontos, túneis, tampas de esgotos, escadas, andaimes, condutas de cabos, vias de fuga, passadiços, lajes, grelhas, vedações, grades, portões, rampas e zonas de lavagem.
Outros exemplos:
- Reforço na construção em betão
- Molas de folhas
- Banheiras de duche e banheiras
- Peças de veículos (por exemplo, capotas, guarda lamas)
- Envelopes e transformações
- Pequenas peças moldadas
- Auxiliares de escalada para o greening de fachadas com plantas trepadeiras
- Perfis e reforços
- Tubos
- Pás de rotor para turbinas eólicas e helicópteros
- Fuselagens e asas de planadores ou aviões motorizados de alto desempenho
- Cascos de barcos e iates
- Painéis de veículos em corridas de automóveis
- Escorregas/Deslizamentos para parques infantis bastões e arcos de violino
- Revestimento e fachadas
- Componentes de pesca
- Cantilevers para linhas aéreas de eléctrico
- Hangar e portas industriais
- Placas de circuitos impressos
- Torres de arrefecimento
- Cobertura protetora para antenas de transmissão UHF
- Tanques para a indústria alimentar e química
- Produção de esculturas
- Móveis, por exemplo, balcões de clientes em aeroportos